# Застава Републике Конго
Застава Републике Конго је усвојена 18. августа 1958. Иако је 1970. замијењена другом заставом, 10. јуна 1991. поново је усвојена ова застава. 
На застави се налазе панафричке боје, зелена, златна и црвена. Пруге су постављене дијагонално. На застави нема никаквог грба.